# Eduardo Dibós Silva
Eduardo Dibós Silva, dit Chachita, né le 12 avril 1955, et décédé le 14 février 2015 est un pilote de rallyes et sur circuits péruvien.

## Biographie
Il est le fils de l'homme d'affaires et maire de Lima Eduardo Dibós Chappuis, et le petit-fils d'Eduardo Dibós Dammert, également ancien maire de la capitale. Sa sœur Dennise est actrice, l'une de ses cousines Natalia Málaga a été volleyeuse en équipe nationale, et l'un de ses cousins, Francisco Boza Dibós (l'actuel Président de l'Institut Péruvien du Sport), a été médaillé d'argent de tir sportif (fosse olympique) aux Jeux Olympiques de Los Angeles en 1984 à 20 ans (pour 7 participations consécutives de 1980 à 2004 aux JO).
Lui-même est un entrepreneur-industriel, directeur et président de plusieurs firmes familiales destinées à la production de gaz, devenu président de la Commission des gaz industriels de la Société Nationale des Industries (SNI) avant de céder ses affaires en 1996 au géant brésilien White Martins. 
Il a été élu président de l'Automobile Club Peruano (ACP) en 1990, réélu en 2008 et 2010 bien que physiquement diminué. De 1991 à 2001, il fut le président de la Fédération Péruvienne de Sport Automobile.
En 2006 il est victime d'un accident vasculaire cérébral, et ne peut défendre ses chances aux élections municipales du district de Punta Hermosa, pour le compte du parti Confianza Perú.

## Palmarès

### Titres
- Champion d'Amérique centrale des conducteurs, en 1991 (catégorie GTU);
- Champion du Pérou des conducteurs, en 2003 (copilote Ive Bromberg, sur Toyota Celica GT4);

### Principales victoires, et podiums
- Triple vainqueur consécutif du Grand Prix National de conduite du rallye Chemins de l'Inca, en 2000, 2001 et 2002, sur Toyota Celica (dont 2 éditions avec son compatriote Gustavo Medina pour copilote, et la dernière avec Ive Bromberg, l'expérimenté navigateur consacré à 5 reprises avec 4 pilotes différents, en 1990, 1995, 2002, 2005 (pilote Raúl Orlandini Dibós), et 2012 avec Nicolás Fuchs);
- 6 Heures du Pérou, en 1983, 1999, et 2001 (avec l'américain Jim Pace);
- Prix du Président de la République, en 1999, 2001, 2002 et 2003;
- Tour de la République d'Équateur, en 2002, toujours sur Toyota Celica GT Four du Gr.A;
  - 3e des 24 heures de Daytona en 1994;
  - 3e des 12 heures de Sebring en 1994.

## Distinction
- Élu Meilleur pilote de catégorie CGU en 1994 (durant sa participation au championnat américain IMSA des États-Unis);
- Meilleur sportif péruvien en 1994 (avec le tennisman Jaime Yzaga).

## Crédit de traduction
- (es) Cet article est partiellement ou en totalité issu de l’article de Wikipédia en espagnol intitulé « Eduardo Dibós Silva » (voir la liste des auteurs).